# Diadegma elegans
Diadegma elegans är en stekelart som beskrevs av Dbar 1984. Diadegma elegans ingår i släktet Diadegma och familjen brokparasitsteklar. Inga underarter finns listade i Catalogue of Life.